# Srpski narodni pokret 1389.
Srpski narodni pokret 1389., politička organizacija desnog ideološkog usmjerenja osnovana 2010. godine, nakon što je dio članova pokreta 1389. pod vodstvom Miše Vacića napustio matičnu organizaciju i osnovao svoju. Cilj organizacije je da u jednu organizaciju okupi sve organizacije i pojedince koji su spremni da se aktivno uključe u političko i društveno djelovanje.

## Povijest SNP 1389.
Pokret "1389" osnovan je početkom listopada 2004. godine u beogradskom naselju Žarkovu Borko Kostić, Marko Manojlović, Srđan Novak i Radojko Ljubičić s ciljem postizanja društvenih promjena u Srbiji na desničarskoj ideologiji, odnosno promicanja nacionalističkih političkih ideja i stavova. Naziv pokreta označava godinu 1389., koja simbolizira bitku na Kosovu polje, koju osnivači drže kao prekretnicu u srpskoj povijesti.
Udruženje "1389" poslije je preimenovano u Pokret 1389. Godine 2008. Miša Vacić i još nekoliko članova su napustili pokret te su dvije godine kasnije osnovali Srpski narodni pokret 1389. Krajem kolovoza 2010. SNP 1389 ujedinio se s pokretom Naši u Srpski narodni pokret Naši 1389, međutim taj spoj nije dugo potrajao te je u lipnju 2011. godine došlo do ponovnog razdvajanja ta dva pokreta na Srpski pokret 1389 i Srpski narodni pokret Naši.

## Politički ciljevi i velikosrpska ideologija
Osnovni politički ciljevi SNP 1389 su zasnovani na ideologiji Velike Srbije i obuhvaćaju ujedinjenje svih Srba u jednoj državi uz vojno zaposjedanje Crne Gore, Makedonije, čitave Bosne i Hercegovine, sjevernog dijela Albanije te veći dio teritorija Hrvatske.
Pokret se zalaže i za provedbu nacionalizacije imovine tajkuna i srpskih poduzeća u Srbiji te za suradnju s Rusijom i zemljama BRIC-a, a protiv su članstva Srbije u Europskoj uniji i NATO-u.